# Diócesis de Rapid City
La diócesis de Rapid City (en latín: Dioecesis Rapidopolitana y en inglés: Roman Catholic Diocese of Rapid City) es una circunscripción eclesiástica de la Iglesia católica en Estados Unidos. Se trata de una diócesis latina, sufragánea de la arquidiócesis de Saint Paul y Mineápolis. Desde el 25 de junio de 2024 su obispo es Scott Edward Bullock.

## Territorio y organización
La diócesis tiene 111 327 km² y extiende su jurisdicción sobre los fieles católicos de rito latino residentes en la parte occidental del estado de Dakota del Sur al oeste del río Misuri.
La sede de la diócesis se encuentra en la ciudad de Rapid City, en donde se halla la Catedral de Nuestra Señora del Perpetuo Socorro y la excatedral de la Inmaculada Concepción de María. En Lead se halla la iglesia de San Patricio, que fue la catedral de la diócesis de Lead.
En 2023 en la diócesis existían 72 parroquias.

## Historia

### Antecedentes
La primera iglesia católica en lo que hoy es la diócesis de Rapid City fue la Iglesia de Nuestra Señora del Santo Rosario, cerca de Vermillion.
La diócesis de Lead fue erigida el 4 de agosto de 1902 por el papa León XIII.

### Diócesis de Rapid City
El 1 de agosto de 1930, mediante la bula Apostolicis Litteris del papa Pío XI, la sede fue trasladada de Lead a Rapid City y la diócesis fue renombrada diócesis de Rapid City. La iglesia de la Inmaculada Concepción de María pasó a ser la nueva catedral.
El 13 de junio de 1952 el obispo William Tibertus McCarty llevó adelante el primer sínodo diocesano.
El 7 de mayo de 1963 fue consagrada la nueva catedral de Nuestra Señora del Perpetuo Socorro.
En 2016 el obispo Robert Dwayne Gruss abrió una causa de beatificación del curandero siux Alce Negro.

## Estadísticas
Según el Anuario Pontificio 2024 la diócesis tenía a fines de 2023 un total de 23 668 fieles bautizados.
| Año                                                                             | Población            | Población | Población      | Sacerdotes | Sacerdotes    | Sacerdotes    | Bautizados por sacerdote | Diáconos permanentes | Religiosos | Religiosos | Parroquias |
| Año                                                                             | Bautizados católicos | Total     | % de católicos | Total      | Clero secular | Clero regular | Bautizados por sacerdote | Diáconos permanentes | Varones    | Mujeres    | Parroquias |
| ------------------------------------------------------------------------------- | -------------------- | --------- | -------------- | ---------- | ------------- | ------------- | ------------------------ | -------------------- | ---------- | ---------- | ---------- |
| 1950                                                                            | 42 140               | 155 969   | 27.0           | 119        | 90            | 29            | 354                      |                      | 20         | 103        | 80         |
| 1966                                                                            | 40 172               | 182 009   | 22.1           | 121        | 70            | 51            | 332                      |                      | 78         | 98         | 70         |
| 1970                                                                            | 34 000               | 171 300   | 19.8           | 104        | 51            | 53            | 326                      |                      | 71         | 110        | 45         |
| 1976                                                                            | 36 200               | 141 000   | 25.7           | 92         | 42            | 50            | 393                      | 3                    | 58         | 103        | 61         |
| 1980                                                                            | 35 637               | 178 208   | 20.0           | 86         | 37            | 49            | 414                      | 7                    | 56         | 101        | 60         |
| 1990                                                                            | 35 191               | 222 780   | 15.8           | 83         | 41            | 42            | 423                      | 18                   | 61         | 95         | 113        |
| 1999                                                                            | 35 605               | 211 591   | 16.8           | 69         | 42            | 27            | 516                      | 29                   | 8          | 77         | 95         |
| 2000                                                                            | 36 382               | 224 077   | 16.2           | 68         | 40            | 28            | 535                      | 24                   | 36         | 70         | 97         |
| 2001                                                                            | 34 477               | 222 683   | 15.5           | 71         | 43            | 28            | 485                      | 26                   | 36         | 59         | 97         |
| 2002                                                                            | 30 266               | 227 211   | 13.3           | 70         | 44            | 26            | 432                      | 26                   | 31         | 57         | 97         |
| 2003                                                                            | 29 940               | 227 211   | 13.2           | 67         | 40            | 27            | 446                      | 23                   | 33         | 63         | 97         |
| 2004                                                                            | 29 440               | 227 211   | 13.0           | 58         | 37            | 21            | 507                      | 30                   | 26         | 58         | 97         |
| 2010                                                                            | 30 700               | 239 000   | 12.8           | 51         | 37            | 14            | 601                      | 27                   | 17         | 43         | 88         |
| 2014                                                                            | 31 600               | 246 200   | 12.8           | 52         | 38            | 14            | 607                      | 29                   | 17         | 33         | 83         |
| 2017                                                                            | 24 240               | 252 801   | 9.6            | 52         | 36            | 16            | 466                      | 30                   | 19         | 28         | 81         |
| 2020                                                                            | 24 770               | 258 000   | 9.6            | 45         | 33            | 12            | 550                      | 26                   | 17         | 19         | 75         |
| 2022                                                                            | 25 000               | 259 000   | 9.7            | 42         | 30            | 12            | 595                      | 34                   | 15         | 27         | 72         |
| 2023                                                                            | 23 668               | 245 000   | 9.7            | 50         | 38            | 12            | 473                      | 32                   | 15         | 23         | 72         |
| Fuente: Catholic-Hierarchy, que a su vez toma los datos del Anuario Pontificio. |                      |           |                |            |               |               |                          |                      |            |            |            |

## Episcopologio
- John Jeremiah Lawler † (1 de agosto de 1930-11 de marzo de 1948 falleció)
- William Tibertus McCarty, C.SS.R. † (11 de marzo de 1948 por sucesión-11 de septiembre de 1969 retirado[nota 1])
- Harold Joseph Dimmerling † (11 de septiembre de 1969-13 de diciembre de 1987 falleció)
- Charles Joseph Chaput, O.F.M.Cap. (11 de abril de 1988-18 de marzo de 1997 nombrado arzobispo de Denver)
- Blase Joseph Cupich (6 de julio de 1998-30 de junio de 2010 nombrado obispo de Spokane)
- Robert Dwayne Gruss (26 de mayo de 2011-24 de mayo de 2019 nombrado obispo de Saginaw)
- Peter Michael Muhich † (12 de mayo de 2020-17 de febrero de 2024 falleció)[nota 2]
- Scott Edward Bullock, desde el 25 de junio de 2024